# Kanton Ligny-en-Barrois
Ligny-en-Barrois is een kanton van het Franse departement Meuse.

## Geschiedenis
Bij toepassing van het decreetvan 17 februari 2014 werden, op 22 maart 2015, de gemeenten Guerpont, Maulan, Nant-le-Grand, Nant-le-Petit, Silmont, Tannois, Tronville-en-Barrois en Velaines overgeheveld naar het kanton Ancerville en de gemeenten Loisey-Culey, Nançois-sur-Ornain, Salmagne en Willeroncourt naar het kanton Vaucouleurs.
Ook werden de kantons Gondrecourt-le-Château en Montiers-sur-Saulx opgeheven en de gemeenten toegevoegd waardoor het kanton Ligny-en-Barrois uiteindelijk op een totaal van 41 gemeenten kwam.
Het kanton maakte deel uit van het arrondissement Bar-le-Duc maar doordat de 19 gemeenten van het kanton Gondrecourt-le-Château onderdeel bleven van het arrondissement Commercy kwam het kanton gedeeltelijk ook in dat arrondissement te liggen. 

## Gemeenten
Het kanton Ligny-en-Barrois omvatte op 22 maart 2015 volgende 41 gemeenten:
- Abainville
- Amanty
- Badonvilliers-Gérauvilliers
- Baudignécourt
- Biencourt-sur-Orge
- Bonnet
- Le Bouchon-sur-Saulx
- Brauvilliers
- Bure
- Chanteraine
- Chassey-Beaupré
- Couvertpuis
- Dainville-Bertheléville
- Dammarie-sur-Saulx
- Delouze-Rosières
- Demange-aux-Eaux
- Fouchères-aux-Bois
- Givrauval
- Gondrecourt-le-Château
- Hévilliers
- Horville-en-Ornois
- Houdelaincourt
- Ligny-en-Barrois
- Longeaux
- Mandres-en-Barrois
- Mauvages
- Menaucourt
- Ménil-sur-Saulx
- Montiers-sur-Saulx
- Morley
- Naix-aux-Forges
- Nantois
- Ribeaucourt
- Les Roises
- Saint-Amand-sur-Ornain
- Saint-Joire
- Tréveray
- Vaudeville-le-Haut
- Villers-le-Sec
- Vouthon-Bas
- Vouthon-Haut

Op 1 januari 2019 werden de gemeenten Baudignécourt en Demange-aux-Eaux samengevoegd tot de fusiegemeente (commune nouvelle) Demange-Baudignécourt.